# Csaba Csizmadia
Csaba Csizmadia (Târgu Mureș, 30 mei 1985) is een Hongaarse voetballer met tevens de Roemeense nationaliteit. Hij is ook in Roemenië geboren, maar zijn familie is van Hongaarse afkomst. Voor het nationale elftal van dat land komt hij dan ook uit. Daarnaast begon hij zijn professionele carrière in de Hongaarse competitie. Tegenwoordig speelt hij daar weer, namelijk bij Ferencváros. Rechtsback is de voorkeurspositie van Csizmadia, alhoewel hij ook centraal in de verdediging kan spelen.

## FC Fehérvár
Csaba Csizmadia maakte in het seizoen 2004/2005 zijn debuut in het professionele clubvoetbal. Nadat hij in Roemenië in de jeugdopleiding van ASA Târgu Mureș had gezeten en in Hongarije onder andere speelde voor de jeugdteams van Kecskeméti TE, trok FC Fehérvár hem namelijk aan voor een plaats in de verdediging van het eerste elftal. Bij de club, die vroeger maar ook tegenwoordig weer bekendstaat als Videoton, moest hij onder andere een verdediging vormen met spelers als Attila Kuttor en Gábor Horváth. Bij de roemruchte club wist Csizmadia al snel een basisplek te verwerven. Vooral zijn tweede seizoen bij de club uit Székesfehérvár was succesvol. Met 4 punten achterstand op kampioen Debreceni VSC werd Videoton namelijk derde, waardoor voetbal in de UEFA Cup voor het seizoen erna verzekerd werd. Dit werd ook al gedaan door voor het eerst in de geschiedenis de Beker van Hongarije te winnen, na in de finale via penalty's Vasas Boedapest te verslaan. Tegen het Kazachse Kairat Almaty maakte Csizmadia in de zomer van 2006 dan ook zijn debuut in het continentale clubvoetbal. De verdediger zou echter niet het seizoen afmaken bij Fehérvár. In januari 2007 vertrok hij namelijk naar het buitenland. Csaba Csizmadia speelde in totaal 69 competitiewedstrijden voor de club. Als regelmatig opstormende back maakte hij daarin negen doelpunten.

## SV Mattersburg
Aan het begin van 2007 maakte Csaba Csizmadia de overstap van FC Fehérvár naar SV Mattersburg. Bij de club die toen speelde in de Oostenrijkse Bundesliga kwam hij onder andere samen te spelen met de Duitser Carsten Jancker en de Macedoniër Ilco Naumoski. Net als bij zijn vorige club groeide Csizmadia ook bij Mattersburg al snel uit tot basiskracht. Zijn debuut voor de Oostenrijkers was echter ongelukkig. In de wedstrijd tegen SV Pasching kreeg de Hongaar namelijk twee gele kaarten, waardoor hij direct een wedstrijd geschorst was. Toen deze schorsing erop zat miste Csizmadia echter bijna geen wedstrijd meer, waardoor mede dankzij hem SV Mattersburg op een verrassende derde plek in de competitie eindigde; tot dan toe de hoogste ooit in de geschiedenis van de club. Topclubs als Austria Wien, Sturm Graz en Rapid Wien liet het daarmee achter zich. Naast het succes in de competitie haalde Csizmadia met Mattersburg ook finale van de Beker van Oostenrijk. Daarin moest ze door een 2-1 nederlaag echter wel haar meerdere erkennen in Austria Wien. Tot en met januari 2009 zou Csaba Csizmadia voor SV Mattersburg blijven spelen. Zoveel succes als in zijn eerste seizoen haalde hij echter niet meer met de club. Voor de Oostenrijkers speelde de verdediger in totaal 65 competitiewedstrijden. Vier keer werkte hij daarin de bal in het doel.

## Grosseto
Met een vrije transfer vertrok Csaba Csizmadia in januari 2009 naar de Italiaanse Serie B. Daar tekende hij een contract bij het West-Italiaanse US Grosseto. Alhoewel als hij speelde voor de Italianen dan ook een basisplaats had, kwam de Hongaarse rechtspoot niet verder dan vijf officiële optredens voor de Grosseto. Zijn periode bij de club was dan ook geen lange tijd beschoren. Na nauwelijks vier maanden mocht Csizmadia dan ook bij Grosseto dankzij een vrije transfer vertrekken.

## Slaven Belupo
In mei 2009 maakte Csaba Csizmadia transfervrij de overstap van Grosseto naar het Kroatische NK Slaven Belupo. Zijn debuut voor de club maakte hij in het eerste competitieduel van het seizoen 2009/10 tegen NK Zagreb. Eerder had hij al in de voorrondes van de Europa League met Slaven Belupo gespeeld, waarin hij het enige doelpunt maakte in de eerste wedstrijd van de club in het toernooi tegen het Maltese Birkirkara. Ook in de tweede kwalificatieronde tegen Milano Kumanovo uit Macedonië scoorde Csizmadia waardoor hij twee keer een belangrijk aandeel had in het behalen van de volgende ronde door de club uit Koprivnica. Het eerste competitiedoelpunt dat de Hongaar voor Slaven Belupo maakte was in oktober 2009 tegen HNK Rijeka. Drie minuten eerder had hij een eigen doelpunt gemaakt, maar door in de 74ste minuut in het doel van de tegenstander te scoren begeleidde hij zijn club toch nog naar de overwinning. Alhoewel zijn korte periode van de zomer tot de winter van 2009 bij de Kroatische club dankzij zijn basisplek redelijk succesvol was, besloot Csaba Csizmadia in januari 2010 terug te keren naar zijn vaderland. Daardoor speelde hij slechts vijftien competitiewedstrijden in de Kroatische competitie, waarin hij twee doelpunten maakte.

## Terug naar Hongarije
Opnieuw transfervrij tekende Csaba Csizmadia in januari 2010 een contract bij de meest succesvolle club uit de Hongaarse voetbalgeschiedenis, Ferencváros. Desondanks was de club pas voor aanvang van het seizoen 2009/10 gepromoveerd naar de hoogste Hongaarse divisie. Daardoor was het ook redelijk verrassend dat Csizmadia met de club stevig in de middenmoot eindigde aan het einde van het seizoen. Tegenwoordig speelt de rechtsback nog steeds bij de club uit Boedapest.

## Interlandcarrière
Zijn overtuigende prestaties bij SV Mattersburg bleven ook in het Csizmadia's vaderland niet onopgemerkt. Op 6 februari 2007 mocht de verdediger namelijk zijn debuut maken voor het nationale elftal van Hongarije. In een vriendschappelijke wedstrijd tegen Cyprus stond hij vanaf het begin in de basis. Tegen de verwachtingen in werd de wedstrijd overigens door de Cyprioten gewonnen. Een dag later konden de Hongaren echter revanche nemen, want dit keer speelde ze een interland tegen Letland. Dit keer werd de wedstrijd wel gewonnen en opnieuw stond Csizmadia in de basis. Tot en met de lente van 2008 bleef hij een vaste waarde in het Hongaarse elftal. Zijn laatste interland zou hij echter in maart dat jaar spelen tegen Slovenië. Door Erwin Koeman, die op 23 april als bondscoach van Hongarije werd aangesteld, werden Csizmadia echter sindsdien geen spelminuten meer in het nationale elftal aangeboden. Daardoor is hij sindsdien blijven steken op 12 interlands.

## Erelijst
- Beker van Hongarije: 2006 (FC Fehérvar)
- Vice-kampioen Beker van Oostenrijk: 2007 (SV Mattersburg)